# Aus der Haut
Aus der Haut (tj. Stažený z kůže) je rakousko-německý televizní film z roku 2015, který režíroval Stefan Schaller. Film pojednává o coming outu teenagera. Film měl premiéru 29. června 2015 na Filmovém festivalu v Mnichově. Televizní premiéra proběhla 9. března 2016 na televizním kanálu Das Erste.

## Děj
17letý Milan s podporou rodičů překonal drogovou závislost, má dívku Larissu, se spolužáky Christophem a Leanderem hraje v kapele. Vše se zdá být proto v pořádku. Rodiče odjíždějí na víkend do Halle za přáteli a Milana nechávají samotného. Milan se doma pokusí políbit Christopha, do kterého je tajně zamilovaný, ale je vyděšeným Christophem odmítnut. Milan se opije, vezme auto a při vysoké rychlosti nabourá. Autonehodu přežije bez vážnějších poranění, ale odmítá rodičům sdělit důvod svého chování. Nechce spolupracovat ani s terapeutkou. Rodiče jeho chování nechápou tím spíš, když objeví dopis na rozloučenou, ze kterého vyplývá, že autonehoda byla úmyslná. Ve škole Christoph sice mlčí, ale odmítá se jinak s Milanem bavit a zkoušet v kapele. Milan v každé ironické poznámce spolužáků vidí homosexuální podtext a obviňuje Christopha, že vše prozradil. Milan se jednoho večera náhodně seznámí s fotografem Harrem a stráví s ním noc. Rodiče jsou znepokojeni. Druhého dne jim Milan ještě pod vlivem euforie sdělí, že je gay. Rodičům se uleví, že nejde o závažnější věc. Přesto Milan nyní musí čelit dalším negativům – odmítnutí ze strany spolužáků i Harra. Také rodiče musejí řešit neshody mezi sebou. Gustav dostane nabídku pracovat v Berlíně, což se Susan moc nelíbí.

## Obsazení
| Merlin Rose             | Milan        |
| Claudia Michelsen       | matka Susann |
| Johann von Bülow        | otec Gustav  |
| Leonard Proxauf         | Christoph    |
| Johannes Krisch         | Roland       |
| Manuel Rubey            | Harro        |
| Nicole Mercedes Müller  | Larissa      |
| Henriette Hölzel        | Cora         |
| Sophia Geidel           | Jessica      |
| Vincent Alexander Göhre | Leander      |
| Isabel Schosnig         | Ines         |
| Luc Feit                | Peter        |
| Jan Bülow               | Julian       |
| Silvina Buchbauer       | Rebecca      |
| Alexandra Finder        | Gita         |
| Sandra Nedeleff         | terapeutka   |
| Jan Braren              | Lars         |